# Fura-fila
Fura-Fila foi um projeto de veículo leve sobre pneus (VLP) idealizado para o município de São Paulo. Surgiu inicialmente como obra eleitoral do candidato Levy Fidelix (PRTB), com o nome de Aerotrem. Ridicularizado por muitos durante anos, a ideia de fazer um projeto parecido surgiu com o candidato do Partido Progressista Brasileiro à prefeitura de São Paulo em 1996 Celso Pitta, cujo plano de governo continha um projeto parecido, batizado de Fura-Fila, mas que não era um transporte sobre trilhos, conforme o projeto de Fidelix, e utilizaria trólebus articulados e um protótipo biarticulado, construído pela Marcopolo. 
Ao longo dos anos o sistema foi rebatizado por Marta Suplicy de "Paulistão" e por José Serra de "Corredor Expresso Parque D. Pedro - Cidade Tiradentes", ou somente "Expresso Tiradentes". O Expresso Tiradentes foi implementado anos depois em forma de corredor de ônibus (BRT).

## História
O projeto surgiu em meados de 1995, idealizado pelo então prefeito Paulo Maluf com o nome de Fura-Fila, só teve suas obras iniciadas em meados de 1997 após o projeto ter garantido a eleição do candidato Celso Pitta. Durante a ExpoBus de 1998, foi apresentado ao público o VLP, um trólebus biarticulado de carroceria Marcopolo, chassi Volvo e equipamento IGBT produzido pela Powertronics. No mesmo período, foi construído uma pista exclusiva de testes no Autódromo de Interlagos, usando rede aérea flexível e permitindo velocidade elevada de operação. A primeira bateria de testes foi no mesmo ano, em que foram utilizados o VLP, os trólebus articulados 68 8000 e 68 8001 da Eletrobus e o primeiro ônibus biarticulado de São Paulo, operado pela Viação Campo Belo. Em seguida, o VLP foi transferido para a sua primeira operação experimentalmente, entre o Terminal Parque Dom Pedro II e a Praça Alberto Lion, voltando para o Autódromo em maio de 1999. Devido a realização do Grande Prêmio do Brasil de Fórmula 1, em fevereiro de 2000 a pista de testes e sua rede aérea foi removida.
A construção do corredor experimental começou em 1998 durante a gestão de Celso Pitta, operou experimentalmente os primeiros 2,8 quilômetros em 30 de setembro de 2000 com três trólebus (dois articulados de prefixo original 8000 e 8001, anteriormente operados pela Eletrobus e o protótipo biarticulado) e prolongou-se por quatro meses. No entanto, em 2001, toda a rede aérea do corredor (cerca de 8000 metros de fios para ônibus elétricos) foi removida, restando postes metálicos e uma pequena parte da rede nas dependências do terminal Parque Dom Pedro, segundo a SPTrans, havia diversos serviços a serem concluídos e por isso ela não era a responsável pelo material instalado. A obra foi paralisada por muitos anos, mas depois retomada pela ex-prefeita Marta Suplicy, em 2002, com o nome de "Paulistão" usando veículos elétricos híbridos (VEH), e teve seu traçado estendido para chegar até São Mateus, mas foi novamente paralisada. As obras só foram definitivamente retomadas em 2005, na gestão de José Serra, rebatizado de Expresso Tiradentes. Finalmente, em 22 de fevereiro de 2007, o prefeito Gilberto Kassab entrega o primeiro trecho, operado totalmente pela Via Sul por ônibus articulados a diesel e 15 ônibus híbridos anteriormente pertencentes a GATUSA em um sistema de BRT. Nos projetos, haveria uma extensão até o bairro de Cidade Tiradentes, no extremo leste da cidade, porém optou-se por executar o trecho em forma de monotrilho, integrando-o à malha metroviária, o que atualmente é a Linha 15 do Metrô de São Paulo.

## Projeto
O projeto inicial previa a construção apenas do percurso compreendido pelos trechos 1 e 2, ligando o Sacomã ao Parque Dom Pedro II As obras se arrastaram por três anos e foram interrompidas em 2000. Por anos, permaneceu como um esqueleto na avenida do Estado.
A Linha 1 que ligaria os bairros do Sacomã e Parque Dom Pedro II deveria ser a primeira de outras inúmeras linhas espalhadas por toda a cidade. No projeto original os veículos seriam articulados e alimentados por cabos suspensos. No ano de 2000 este veículo criado pela Marcopolo em parceria com a extinta Tutto Trasporti, empresa de Caxias do Sul e referência em inovação, chassi Volvo e equipamento IGBT da Powertronics, operou experimentalmente no trecho sobre o tampão do Tamanduateí por um período de quatro meses.
Entre o final de 2000 e o início de 2001 teve suas obras, que já se arrastavam, e a operação experimental suspensas por falta de verbas e vontade política.
No final de sua administração Celso Pitta deixou como herança o trecho sobre o tampão do Tamanduateí semi acabado com as estações nem ao menos iniciadas, do trecho elevado somente as vigas de sustentação saindo do solo e nos terminais Sacomã e Parque Dom Pedro II áreas totalmente degradadas. Atualmente, o protótipo VLP está sucateado em um pátio nos arredores da fábrica da Marcopolo.
O percurso foi estendido de 8 para 32 quilômetros, expandindo o traçado até Cidade Tiradentes, e o projeto rebatizado com o nome de Expresso Tiradentes em um sistema de BRT.